# Collegio di Vauxhall and Camberwell Green
Vauxhall and Camberwell Green è un collegio elettorale inglese situato nella Grande Londra, e rappresentato alla Camera dei Comuni del Parlamento del Regno Unito. Elegge un membro del Parlamento con il sistema first-past-the-post, ossia maggioritario a turno unico; l'attuale parlamentare è Florence Eshalomi del Partito Laburista e Co-Operativo, che rappresenta il collegio dal 2024.

## Estensione
Il collegio è costituito dai seguenti ward:
- nel cborgo londinese di Lambeth: Kennington; Myatt's Field; Oval; Stockwell East; Stockwell West and Larkhall; Vauxhall e Waterloo and South Bank;
- nel borgo londinese di Southwark: Camberwell Green e Newington.[1]

## Membri del Parlamento
| Elezione | Elezione | Deputato          | Partito   |
| -------- | -------- | ----------------- | --------- |
|          | 2024     | Florence Eshalomi | Laburista |

## Elezioni

### Elezioni negli anni 2020
| Partito                    | Partito                                            | Candidato                  | Risultati 4 luglio 2024 | Risultati 4 luglio 2024 |
| Partito                    | Partito                                            | Candidato                  | Voti                    | %                       |
| -------------------------- | -------------------------------------------------- | -------------------------- | ----------------------- | ----------------------- |
|                            | Laburista Co-Op                                    | Florence Eshalomi          | 21 528                  | 57,35                   |
|                            | Verdi                                              | Catherine Dawkins          | 6 416                   | 17,09                   |
|                            | Lib Dem                                            | Chris French               | 4 549                   | 12,12                   |
|                            | Conservatore                                       | Aarti Joshi                | 2 809                   | 7,48                    |
|                            | Reform UK                                          | Mike King                  | 2 033                   | 5,42                    |
|                            | Social Democratico                                 | Andrew McRobbie            | 201                     | 0,54                    |
|                            |                                                    |                            |                         |                         |
| Iscritti                   | Iscritti                                           | Iscritti                   | 69 658                  | 100,00                  |
| ↳ Votanti (% su iscritti)  | ↳ Votanti (% su iscritti)                          | ↳ Votanti (% su iscritti)  | 37 536                  | 53,89                   |
| ↳ Astenuti (% su iscritti) | ↳ Astenuti (% su iscritti)                         | ↳ Astenuti (% su iscritti) | 32 122                  | 46,11                   |
|                            |                                                    |                            |                         |                         |
|                            | Esito: collegio a Laburista Co-Op (nuovo collegio) |                            |                         |                         |